# Konserwatywni Demokraci Słowacji
Konserwatywni Demokraci Słowacji (słow. Konzervatívni demokrati Slovenska, KDS) – słowacka partia polityczna o profilu konserwatywnym i chrześcijańskim, istniejąca w latach 2008–2014.

## Historia
Partia powstała w 2008 po tym, jak Ruch Chrześcijańsko-Demokratyczny opuścili posłowie Vladimír Palko, František Mikloško, Pavol Minárik i Rudolf Bauer. Czterej parlamentarzyści zarzucili wówczas władzom KDH zdradę ideałów w kontekście negocjacji na temat wejścia do wspólnego rządu ze SMER-em. Nie powołali własnej frakcji poselskiej i do końca kadencji funkcjonowali jako parlamentarzyści niezależni.
Jeden z założycieli ugrupowania, František Mikloško, startował w wyborach prezydenckich w 2009, uzyskując 5,41% głosów w pierwszej turze. W wyborach do Parlamentu Europejskiego w tym samym roku partia wystartowała w koalicji z Obywatelską Partią Konserwatywną, wspólna lista otrzymała 2,10% głosów.
W marcu 2010 partia zapowiedziała, że nie wystawi swych kandydatów w wyborach parlamentarnych w 2010. W późniejszych wyborach ugrupowanie bez sukcesów współpracowało ze Zwyczajnymi Ludźmi (do Rady Narodowej, 2012) i partią NOVA (do PE, 2014).
Przewodniczącym ugrupowania został Vladimír Palko. Partia miała swoją organizację młodzieżową, odwołującą się do chrześcijańskiego konserwatyzmu.
W 2014 ugrupowanie zostało ostatecznie rozwiązane.

## Program
Ugrupowanie odwoływało się do wartości chrześcijańskich oraz humanistycznych. Deklaruje wsparcie dla tradycyjnego modelu rodziny, opowiadało się przeciwko legalizacji małżeństw i związków jednopłciowych oraz przeciwko przerywaniu ciąży. W sferze gospodarczej występowało za wolnym rynkiem, polityką prorodzinną oraz zabezpieczeniami społecznymi dla najuboższych. W dziedzinie polityki zagranicznej partia była zwolenniczką członkostwa w Unii Europejskiej, jednak w 2008 jako jedyne ugrupowanie parlamentarne głosowała przeciwko traktatowi lizbońskiemu. Opowiadała się za poprawnymi stosunkami z sąsiadami, a przeciwko nacjonalizmowi i szowinizmowi.